# Resolution 858 des UN-Sicherheitsrates
Die Resolution 858 des UN-Sicherheitsrates ist eine Resolution, die der Sicherheitsrat der Vereinten Nationen in seiner 3268. Sitzung am 24. August 1993 einstimmig beschloss. Nach Bekräftigung der Resolutionen 849 (1993) und 854 (1993) und unter Hinweis auf einen Waffenstillstand zwischen Abchasien und Georgien sowie die Zusagen zum Abzug der Streitkräfte hat der Rat die Beobachtermission der Vereinten Nationen in Georgien (UNOMIG) für einen ersten Zeitraum von 90 Tagen eingerichtet, bis zu einer weiteren Verlängerung, sollte diese notwendig sein.
Gemäß einem Bericht des Generalsekretärs Boutros Boutros-Ghali würde die Friedenstruppe aus 88 militärischen Beobachtern und dem zur Unterstützung der UNOMIG erforderlichen Personal bestehen. Sie würde den Waffenstillstand einhalten und Verstöße gegen ihn dem Generalsekretär melden, wobei sie der Stadt Suchumi große Aufmerksamkeit schenkt und versucht, alle Verstöße mit den beteiligten Parteien beizulegen.
Die UNOMIG würde für einen anfänglichen Zeitraum von 90 Tagen gegründet, der auf sechs Monate verlängert wird, je nachdem, ob bei der Umsetzung von Friedensmaßnahmen Fortschritte erzielt wurden. Unterdessen wurde der Generalsekretär ersucht, innerhalb von drei Monaten über die Entwicklungen Bericht zu erstatten. Der Vorschlag, gemischte Interimsüberwachungsgruppen georgischer, abchasischer und russischer Einheiten einzusetzen, wurde begrüßt und forderte alle Beteiligten auf, die Verhandlungen fortzusetzen, um eine umfassende politische Lösung des Konflikts zu gewährleisten.